# Evaristo Pérez de Castro
Evaristo Pérez de Castro y Colomera (Valladolid, 1769 - Madrid, 28 de novembre de 1849) va ser un polític espanyol, secretari d'Estat (1820-1821) i president del Consell de Ministres (1838-1840), Gran Creu de l'Orde de Carles III.

## Biografia
Va ser diputat a les Corts de Cadis va tenir un paper actiu a reclamar-ne la sobirania nacional després de la invasió napoleònica. Com a primer secretari de les Corts va subscriure el cèlebre Decret de constitució de Corts de 24 de setembre de 1810, on se'n reclamaven dipositàries.
Va ser enviat extraordinari a Lisboa en 1809-10, i la junta de govern li va comissionar perquè passés a Baiona per entrevistar-se amb Ferran VII, captiu de Napoleó Bonaparte. Va ser diputat a Corts el 1814, i de 1817 a 1820, ministre d'Espanya a les ciutats hanseàtiques. Ministre de Gràcia i Justícia durant el Trienni Liberal (18 de març de 1820 - 2 de març de 1821), va ser qui va decretar l'amnistia del 23 d'abril de 1820, que va permetre el retorn a Espanya dels afrancesats que s'havien exiliat a conseqüència de la repressió i persecució exercida contra ells per Ferran VII. Després de la dècada ominosa, va tornar a la diplomàcia a la mort del rei.
Amb la promulgació de la Constitució de 1837 va evolucionar cap a postures moderades. En moments particularment tèrbols, la reina regent Maria Cristina el va cridar per encomanar-li la presidència del Consell de Ministres, al capdavant d'un gabinet que combinava a moderats i progressistes. Va estar un any i mig al capdavant del govern (9 de desembre de 1838 - 20 de juliol de 1840), amb dues reorganitzacions al novembre del 39 i març del 40. Sota el seu mandat Baldomero Espartero va signar en el seu nom i en el de la regent el Conveni d'Oñate que va posar fi a la Primera Guerra Carlina.
El govern de Pérez de Castro va promulgar una llei electoral que creava petits districtes (favorables als moderats) i va usar de la iniciativa legislativa per presentar davant les Corts la Llei d'Ajuntaments (1840), que preconitzava un model centralista de tall francès, amb la designació dels alcaldes per part del govern. L'aprovació d'aquesta llei va dividir a la societat política de l'època i acabaria amb la renúncia de la regent Maria Cristina, per no avenir-se'n a negar la seva sanció a aquesta llei. Amb Espartero com a regent, Pérez de Castro va emigrar a França i no va tornar fins a la seva caiguda el 1843.
Va realitzar l'edició d'Una correspondencia de Godoy con la reina María Luisa (Madrid, 1814) i va ser un dels principals protectors de Francisco de Goya, qui el va immortalitzar en un retrat, així com a la seva neboda Sabasa García.